# Russell Sherman Lehman
Russell Sherman Lehman, ameriški matematik.
Lehman je leta 1960 z Inghamovo metodo iz leta 1942 našel eksplicitni protiprimer za Pólyevo domnevo {\displaystyle L(906180359)=1\,}. Leta 1966 je izračunal prvih 250.000 netrivialnih ničel Riemannove funkcije ζ.

## Izbrana dela
- Bellman, Richard Ernest; Lehman, Russell Sherman (1954), »On the continuous gold-mining equation«, Proc. Nat. Acad. Sci. U. S. A., 40: 115–119, MR 0060681
- Bellman, Richard Ernest; Lehman, Russell Sherman (Januar 1954), »On a functional equation in the theory of dynamic programming and its generalizations«, The RAND Corporation, Paper P-433
- Bellman, Richard Ernest; Lehman, Russell Sherman (Februar 1954), »Studies on bottleneck problems in production processes«, The RAND Corporation, Paper P-492
- Lehman, Russell Sherman (1957), »Development of the mapping function at an analytic corner«, Pacific Journal of Mathematics, 7: 1437–1449
- Lehman, Russell Sherman; Weiss, George H. (1958), »A study of the restricted random walk«, Jrn. Soc. Ind. Appl. Mathem., 6: 257–278, MR 0098432
- Lehman, Russell Sherman (Februar 1959), »A Study of Regular Continued Fractions«, Report 1066, Ballistic Research Laboratories, Aberdeen Proving Ground, Maryland
- Lehman, Russell Sherman (1959), »Developments at an analytic corner of solutions of elliptic partial differential equations«, J. Math. Mech., 8: 727–760
- Lehman, Russell Sherman (1961), »On primitive recursive real numbers« (PDF), Fundamenta Mathematicae, 49 (2): 105–118
- Lehman, Russell Sherman (1960), »On Liouville's function« (PDF), Math.Comp., 14: 311–320, doi:10.1090/S0025-5718-1960-0120198-5, JSTOR 2003890, MR 0120198
- Lehman, Russell Sherman (1966a), »On the difference π(x) − li(x)« (PDF), Acta. Arith., XI: 397–410
- Lehman, Russell Sherman (1966b), »Separation of zeros of the Riemann zeta-function«, Math.Comp., 20 (96): 523–541
- Lehman, Russell Sherman (1970), »On the distribution of zeros of the Riemann zeta-function«, Proc. Lond. Math. Soc., 20 (3): 303–320, MR 0258768
- Lehman, Russell Sherman (1974), »Factoring Large Integers« (PDF), Math. Comp., 28 (126): 637–646, doi:10.1090/S0025-5718-1974-0340163-2, MR 0340163